# VIS Lwów
VIS Lwów – niemiecki klub piłkarski, założony we Lwowie w 1923 przez społeczność niemiecką. W 1931 wycofał się ze związku piłki nożnej.

## Historia
Sekcja piłkarska przystąpiła w 1924 roku, po kilku meczach towarzyskich, do Lwowskiego Okręgowego Związku Piłki Nożnej. Jesienią 1925 roku VIS zdobył mistrzostwo w klasie C, wygrywając w barażach z Dentystycznym KS Lwów 5:2 i 2:1. Rok później drużyna została mistrzem w klasie B, ale przegrała mecz kwalifikacyjny do klasy A. Pod koniec lat dwudziestych XX wieku lwowski tygodnik „Ostdeutsches Volksblatt” pisał o nasilającym się, powodowanym pobudkami nacjonalistycznymi, niesportowym zachowaniu drużyn przeciwnika, sędziów i niektórych widzów. Z tego powodu VIS wycofał się w 1931 roku z lwowskiego związku piłki nożnej i nie uczestniczył już w rozgrywkach mistrzowskich.